# Hydrovatus pastremus
Hydrovatus pastremus är en skalbaggsart som beskrevs av Guignot 1942. Hydrovatus pastremus ingår i släktet Hydrovatus och familjen dykare. Inga underarter finns listade i Catalogue of Life.